# Lista miast w województwie zachodniopomorskim
W województwie zachodniopomorskim znajduje się 66 miast o łącznej populacji 1 105 994 osoby, co stanowi 68,0% całej ludności województwa (stan na dzień 30 czerwca 2024).
Największym miastem w województwie jest Szczecin zamieszkiwany przez 387 700 osób. Populacja Szczecina stanowi 35,0% ludności miejskiej województwa. Populację większą niż 100 tys. mieszkańców posiada także Koszalin. W województwie znajduje się łącznie 20 miast powiatowych, w tym trzy miasta na prawach powiatu: Koszalin, Szczecin i Świnoujście. Najmniejszym miastem powiatowym jest Kamień Pomorski z populacją 8213 osób, a największym miastem niebędącym siedzibą powiatu jest Nowogard zamieszkiwany przez 15 634 osoby. Najmniejszą liczbę ludności ma Nowe Warpno – 1050 osób.
Największą powierzchnią zajmuje Szczecin – 300,60 km², zaś najmniejszą Trzcińsko-Zdrój – 2,33 km². Łącznie powierzchnia obszarów miejskich w województwie wynosi 1470,71 km², czyli ok. 6,42% jego powierzchni. Największą gęstość zaludnienia na poziomie ok. 1814 os./km² ma Goleniów, zaś najmniejszą Nowe Warpno – 43 os./km².
Najwięcej – sześć miast, znajduje się w powiecie gryfińskim: Cedynia, Chojna, Gryfino, Mieszkowice, Moryń i Trzcińsko-Zdrój, zaś najmniej – po dwa miasta, znajdują się w powiatach: kołobrzeskim (Gościno i Kołobrzeg), polickim (Nowe Warpno i Police), pyrzyckim (Lipiany i Pyrzyce), sławieńskim (Darłowo i Sławno) i świdwińskim (Połczyn-Zdrój i Świdwin).
Najmłodszymi miastami w województwie są Mielno (1 stycznia 2017) i Stepnica (1 stycznia 2014), zaś najstarszymi Szczecin (3 kwietnia 1243) i Stargard (24 czerwca 1243).
| Rozmieszczenie miast na mapie województwa zachodniopomorskiego |
| --- |
| SzczecinKoszalinStargardKołobrzegŚwinoujścieSzczecinekPoliceWałczBiałogardGoleniówGryfinoNowogardGryficeŚwidwinChoszcznoBarlinekDębnoDarłowoZłocieniecPyrzyceSławnoDrawsko Pom.MyślibórzŁobezTrzebiatówKamień Pom.ChojnaPołczyn-ZdrójCzaplinekSianówKarlinoMiędzyzdrojeBorne SulinowoWolinKalisz Pom.ReskoLipianyBobolicePłotyBarwiceMieszkowiceMaszewoMirosławiecChociwelPolanówMielnoGościnoReczWęgorzynoStepnicaGolczewoPełczyceTychowoDziwnówDobrzanyCzłopaDrawnoBiały BórTrzcińsko-ZdrójDobraTucznoIńskoMoryńCedyniaSuchańNowe Warpno Miasta według populacji: · – powyżej 100 tys.; – od 50 do 100 tys.; – od 20 do 50 tys.; – od 10 do 20 tys.; – od 5 do 10 tys.; – poniżej 5 tys. |

## Wykaz miast

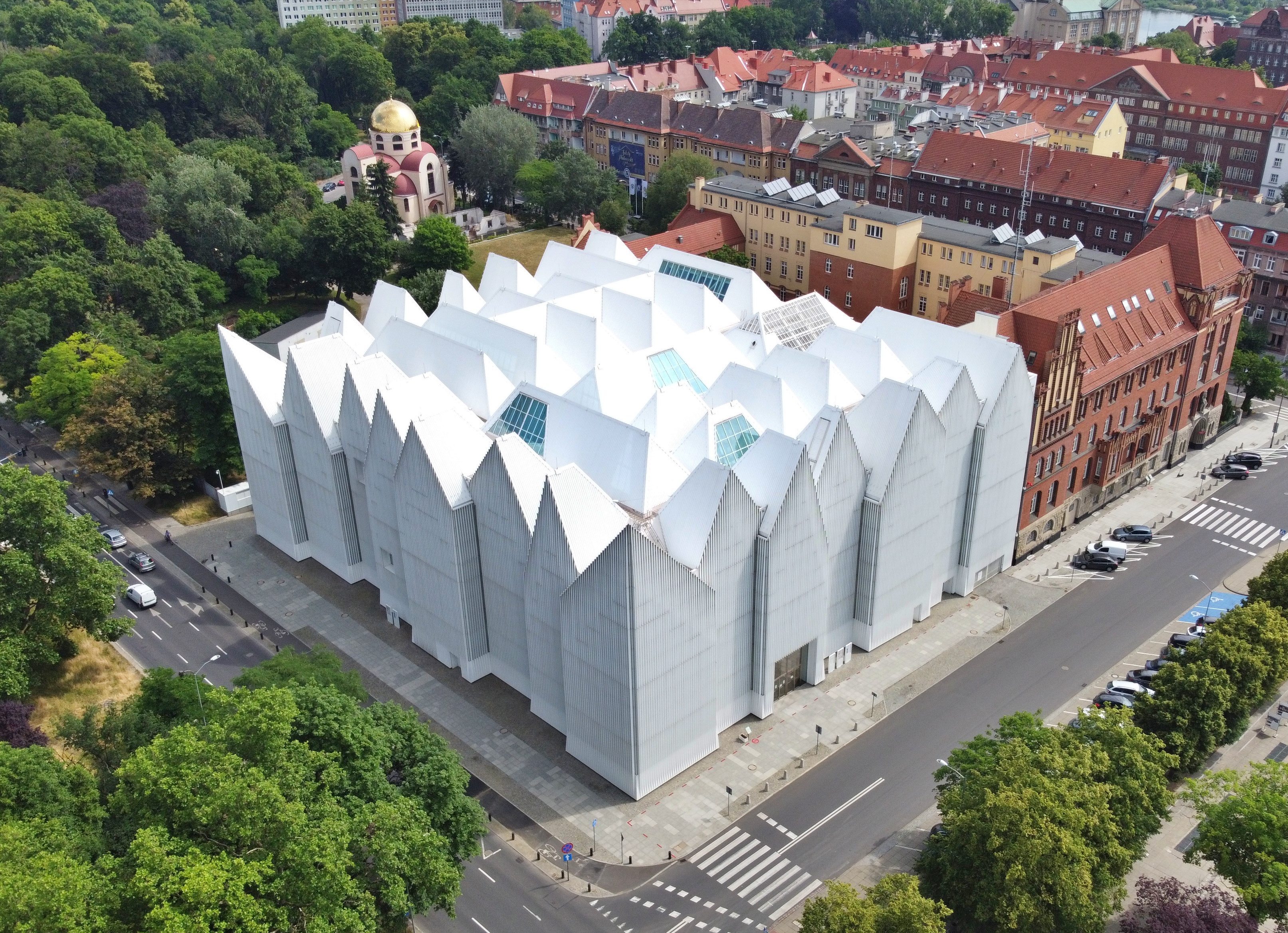
Szczecin

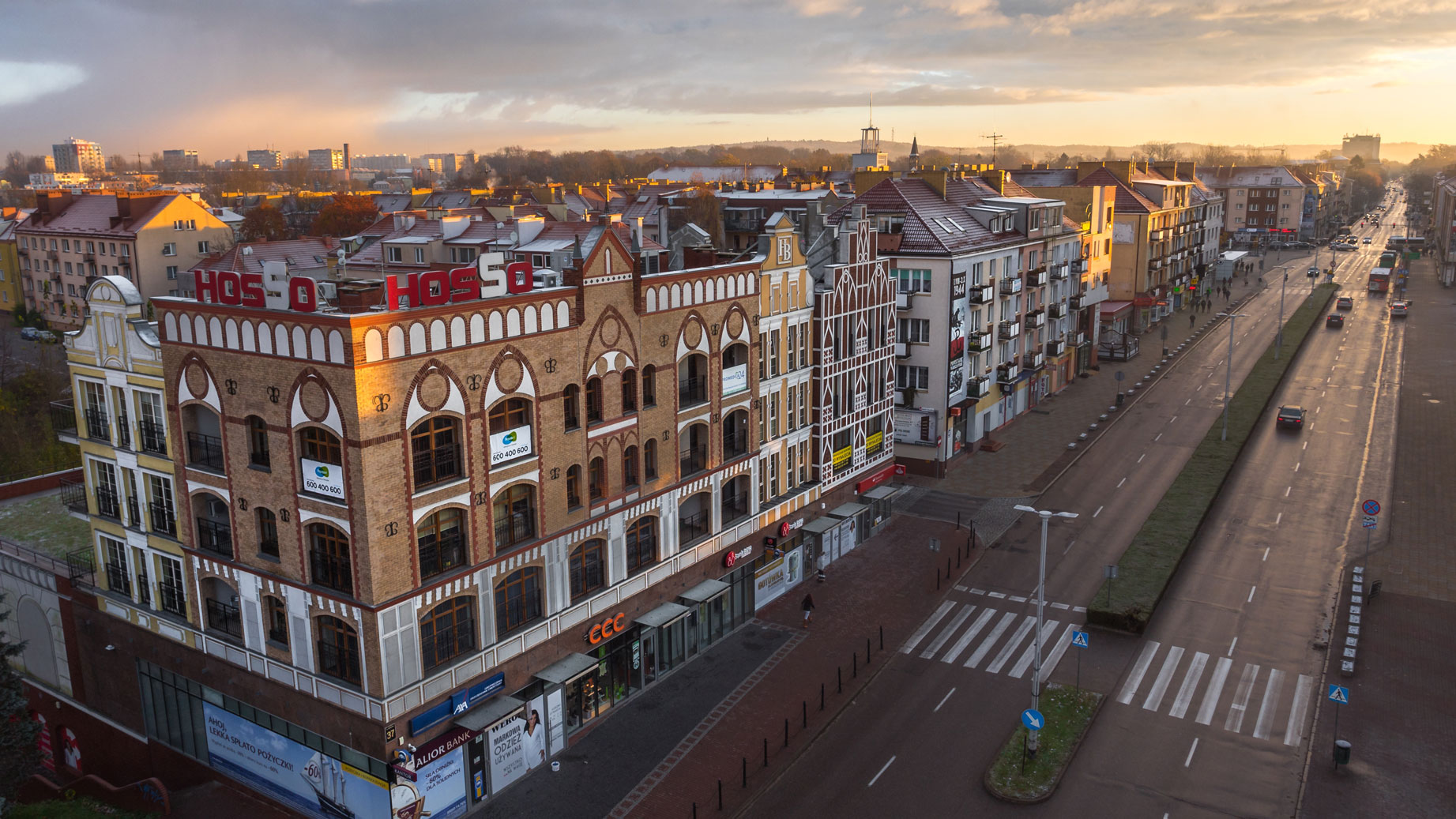
Koszalin

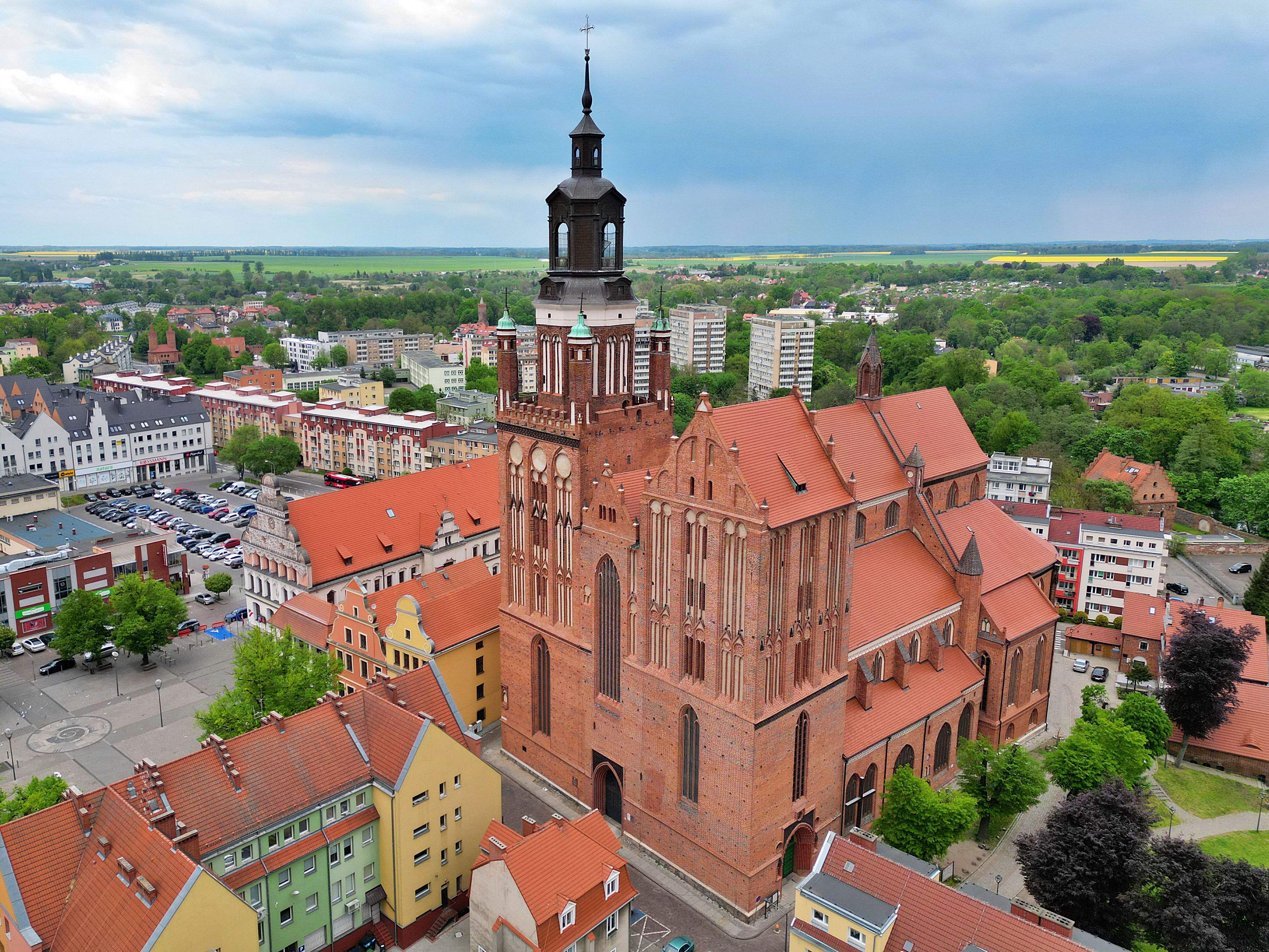
Stargard

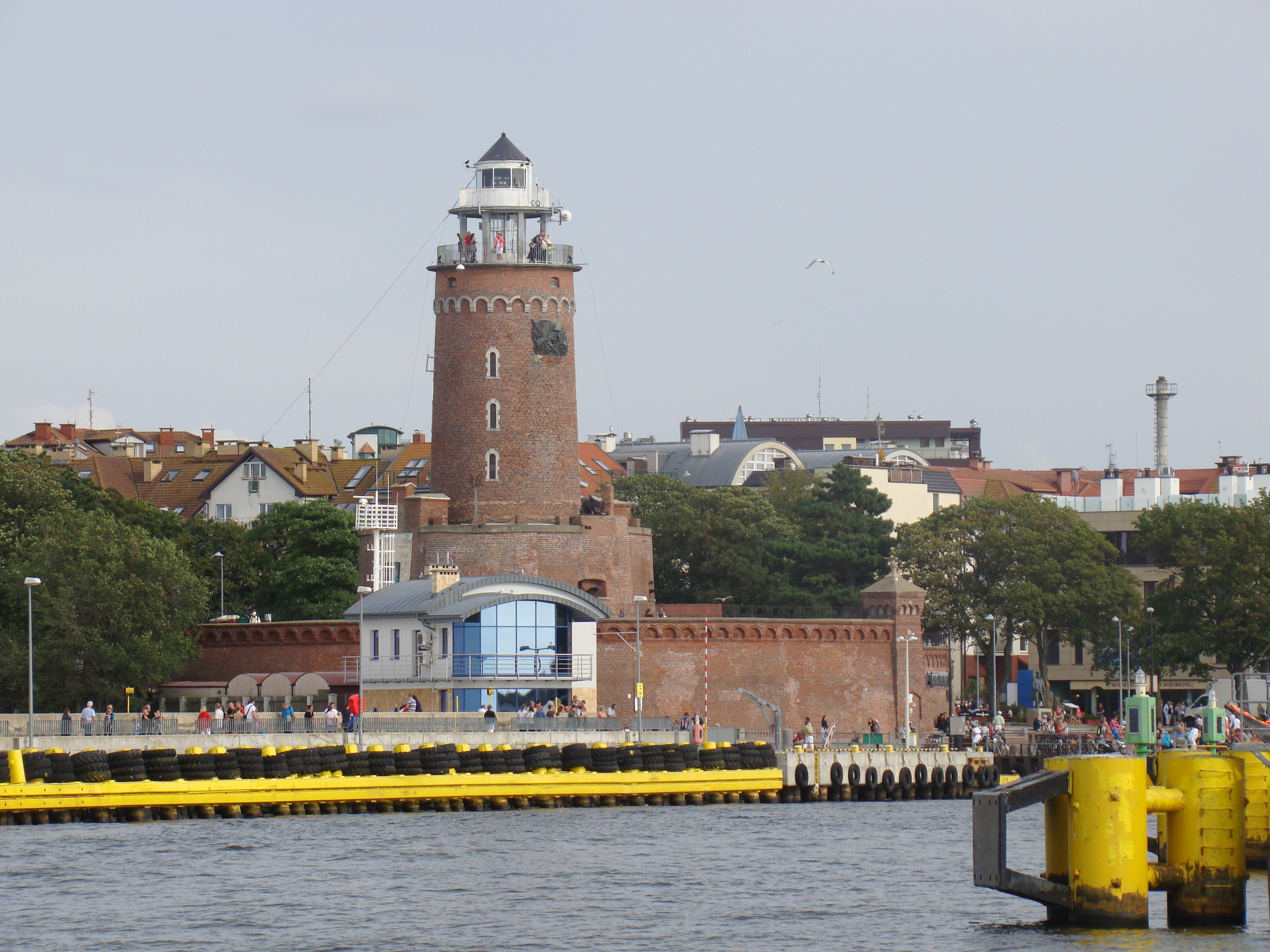
Kołobrzeg

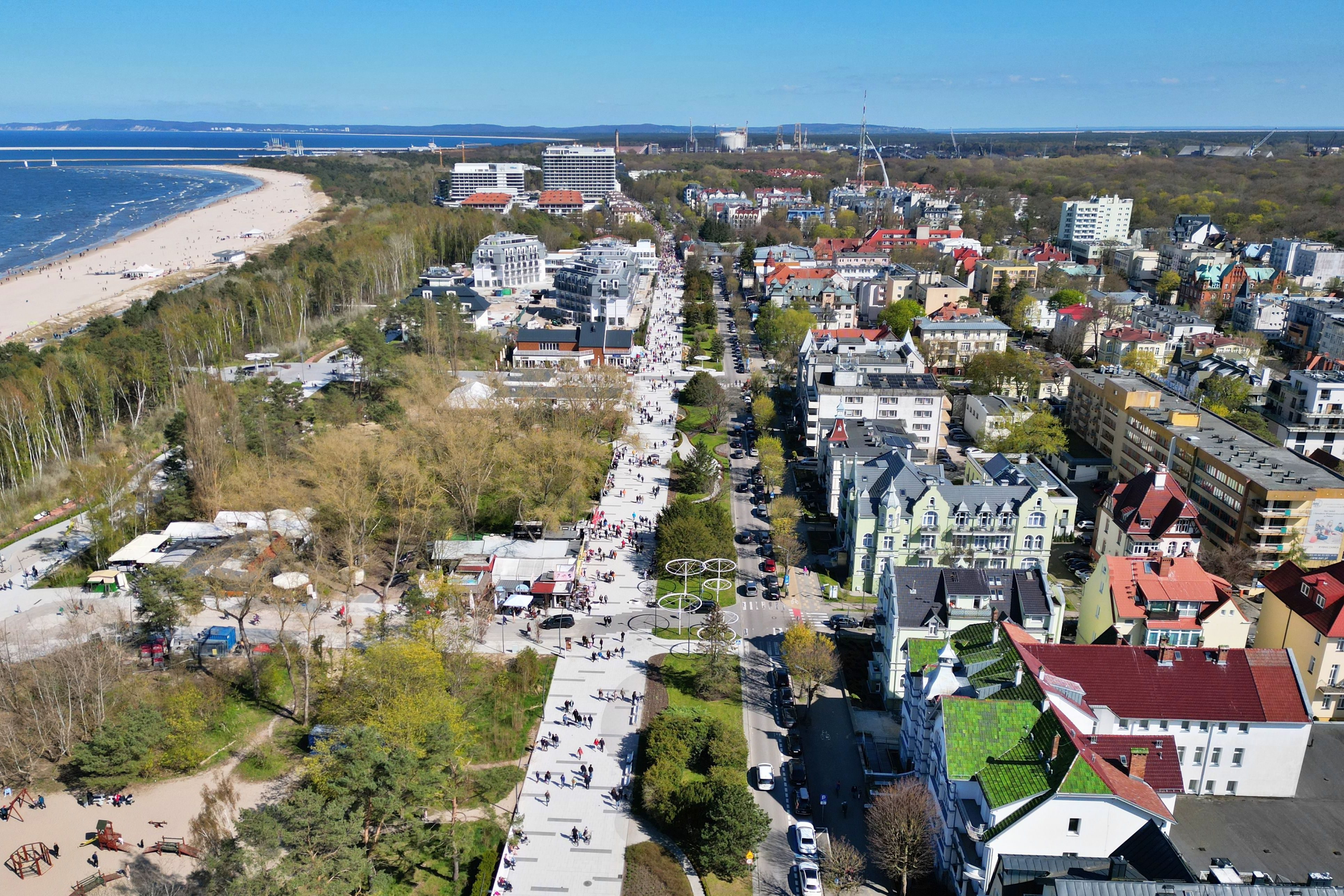
Świnoujście

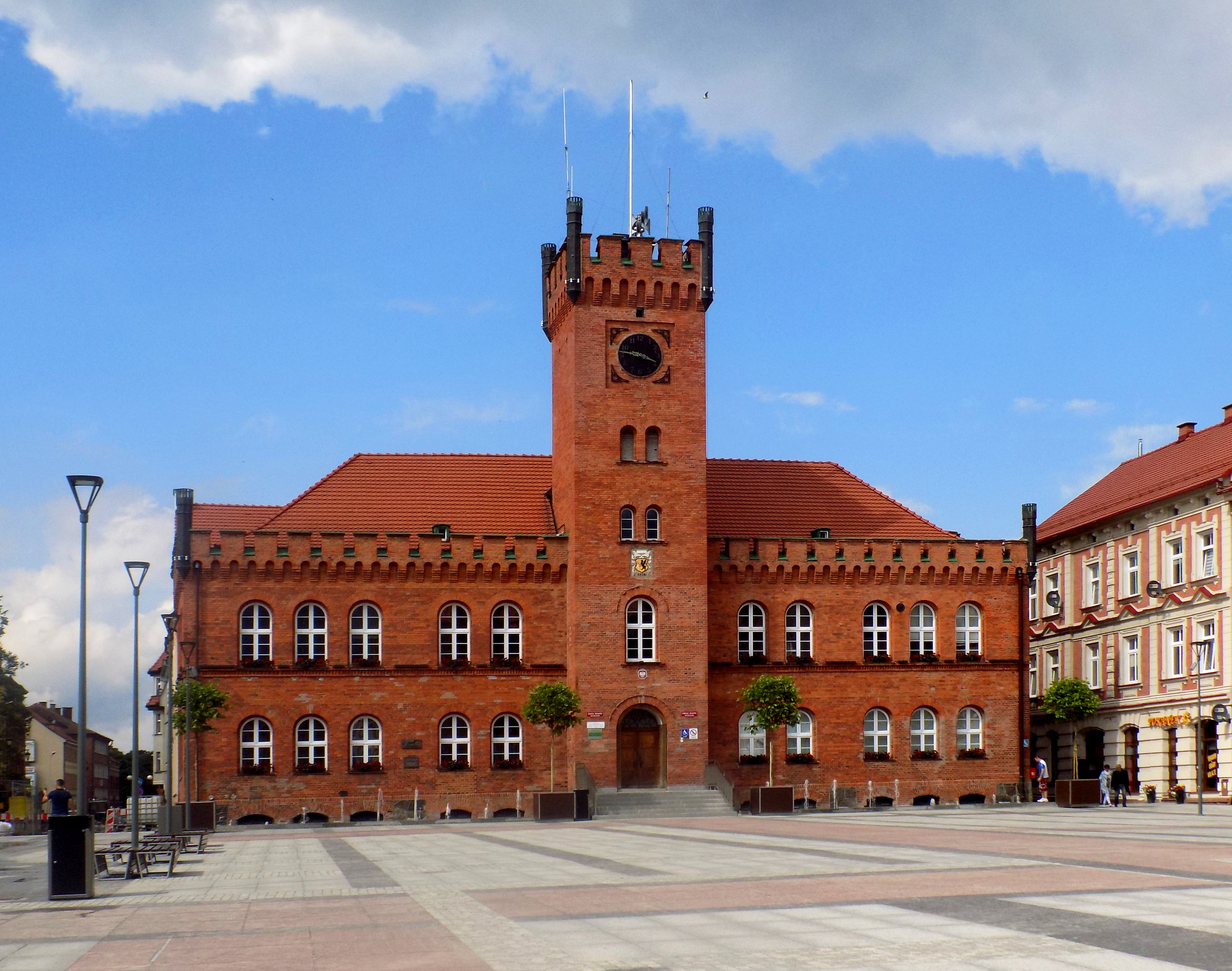
Szczecinek

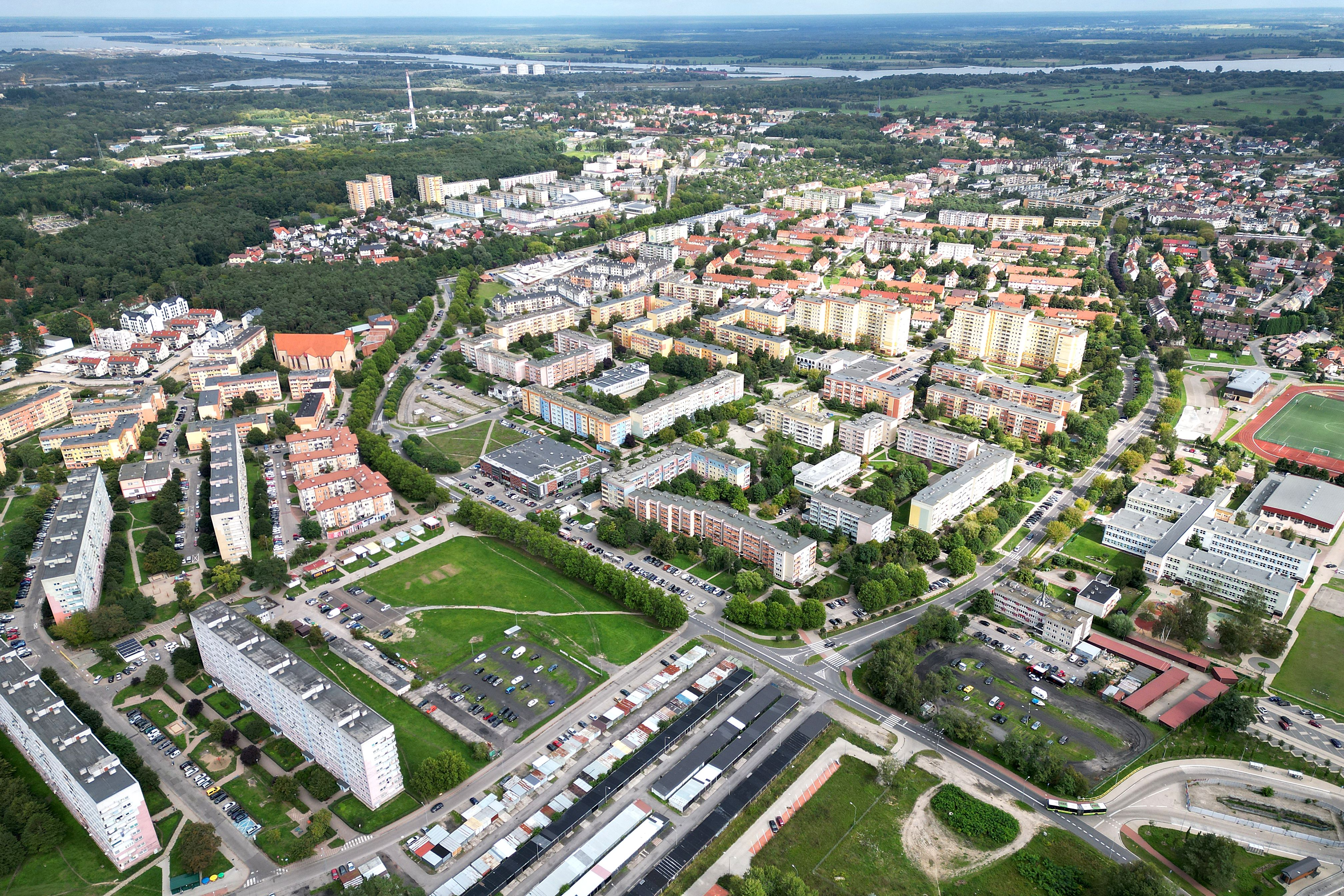
Police

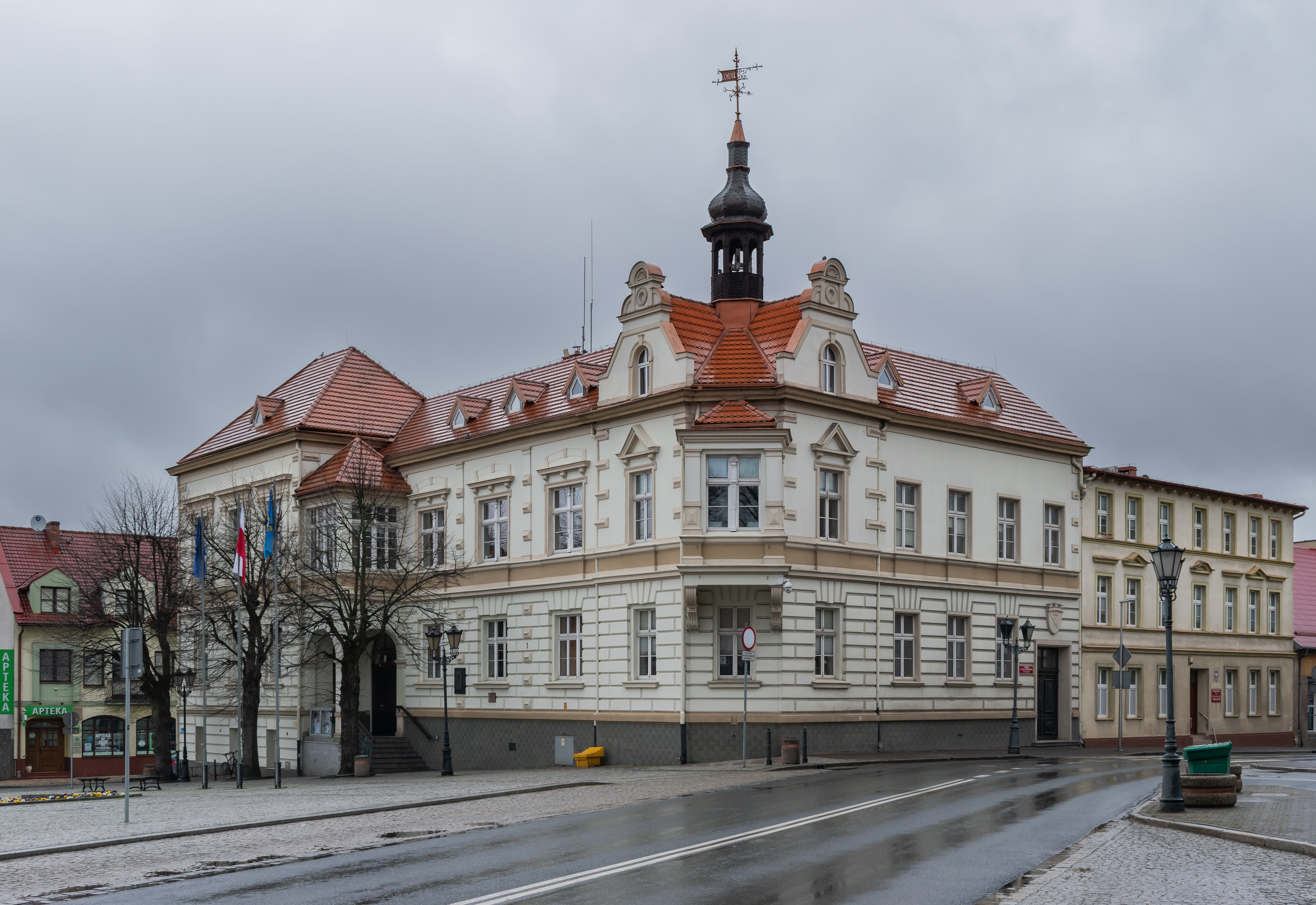
Wałcz

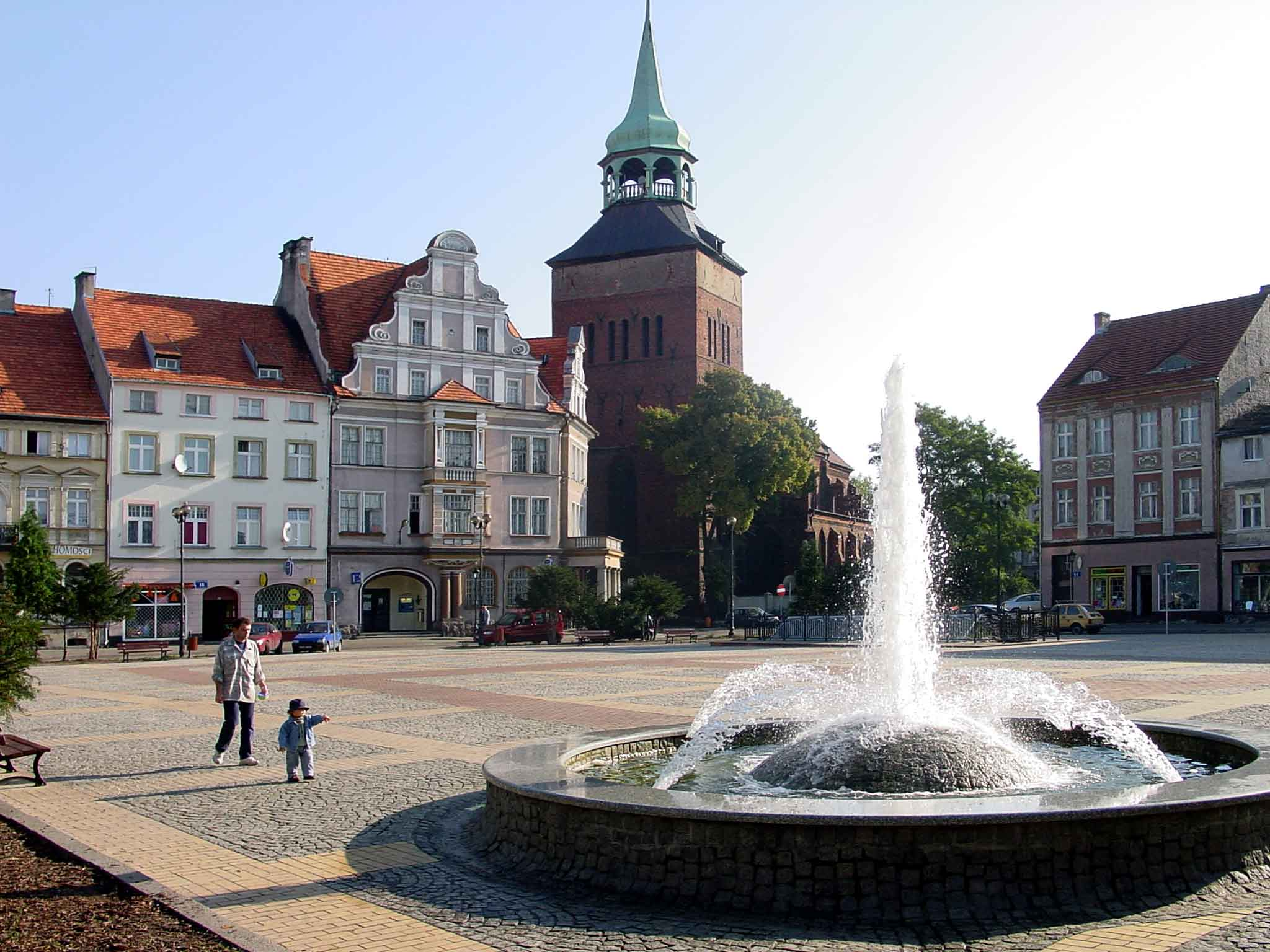
Białogard

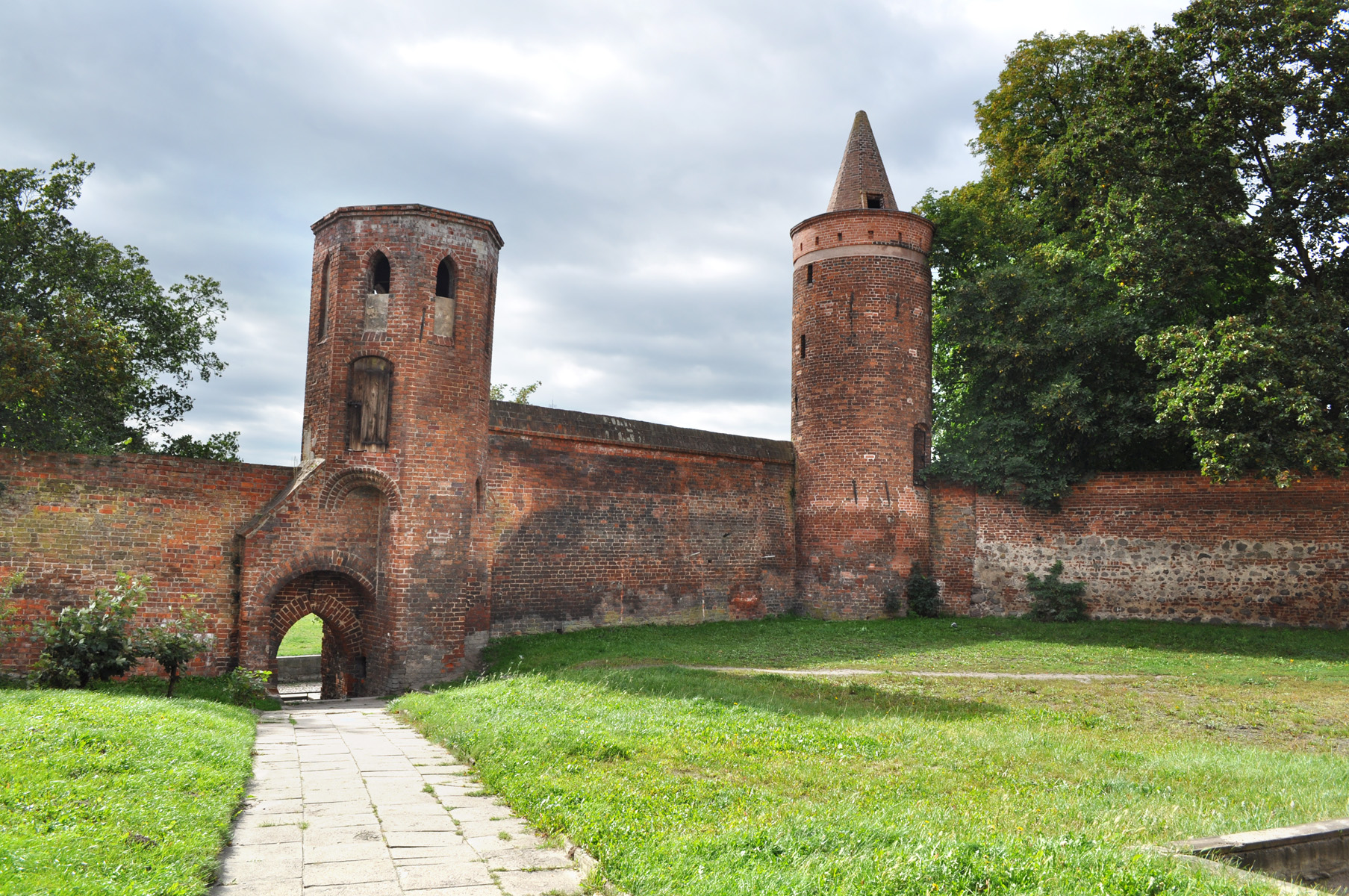
Goleniów

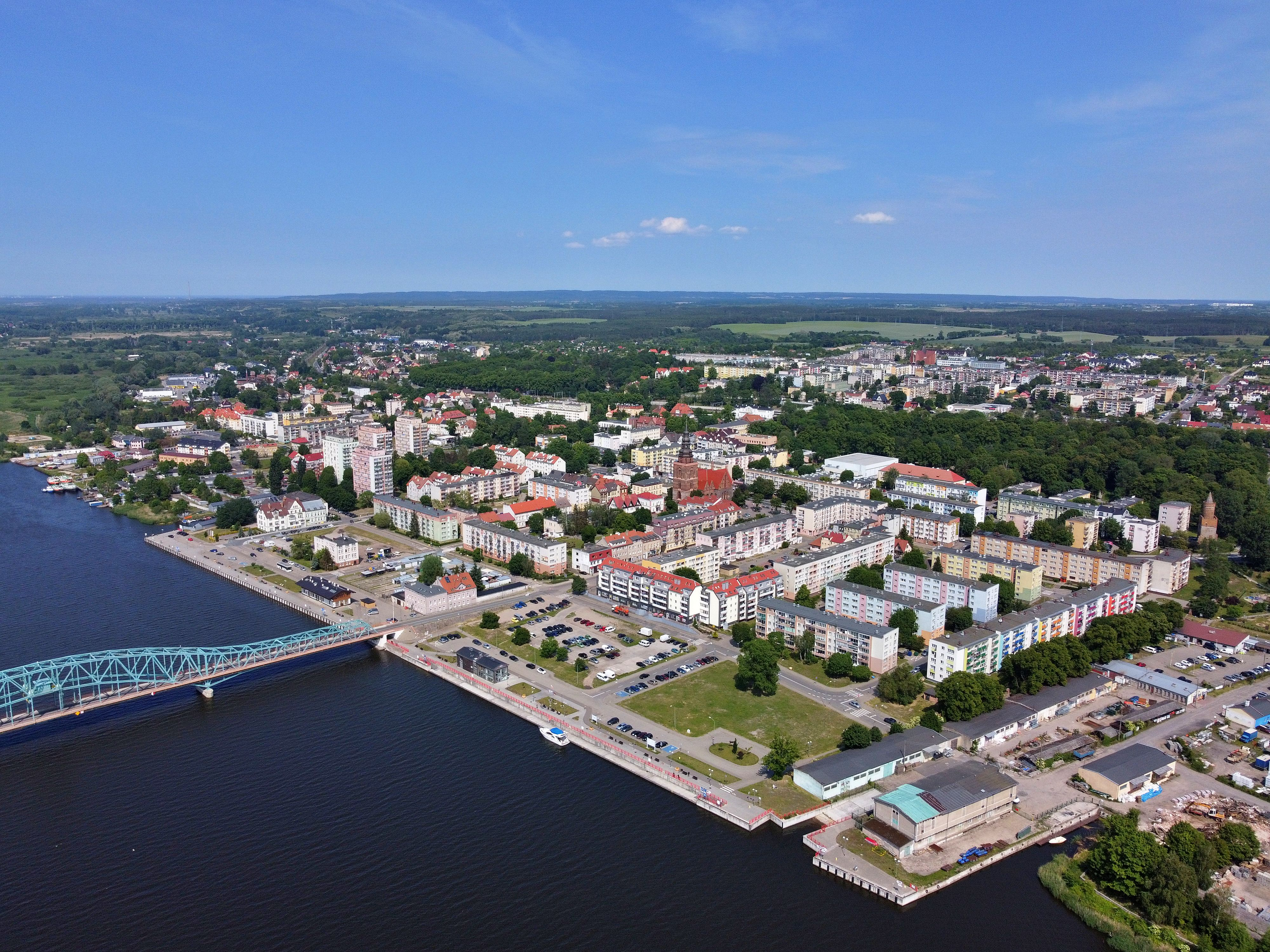
Gryfino

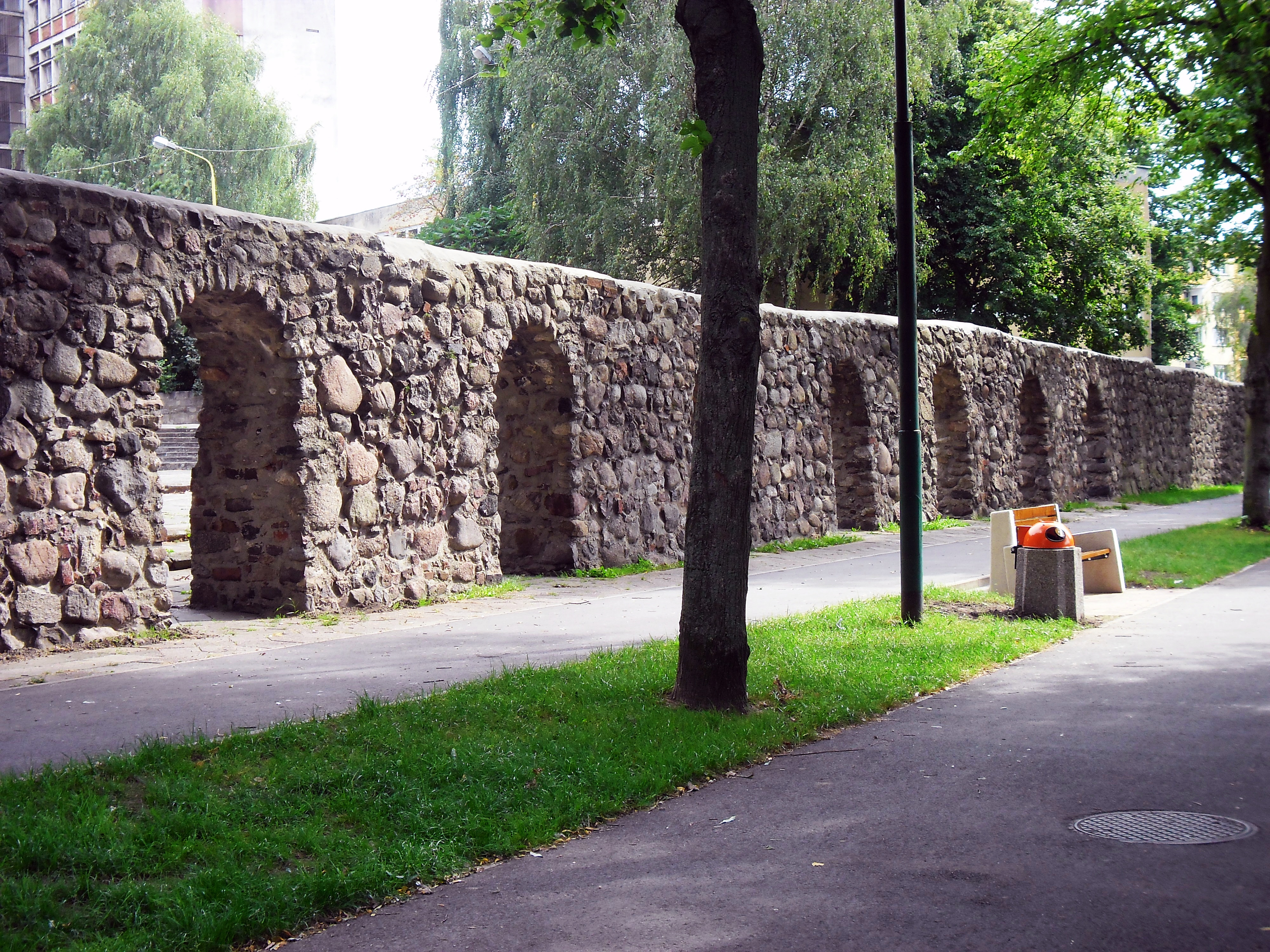
Nowogard

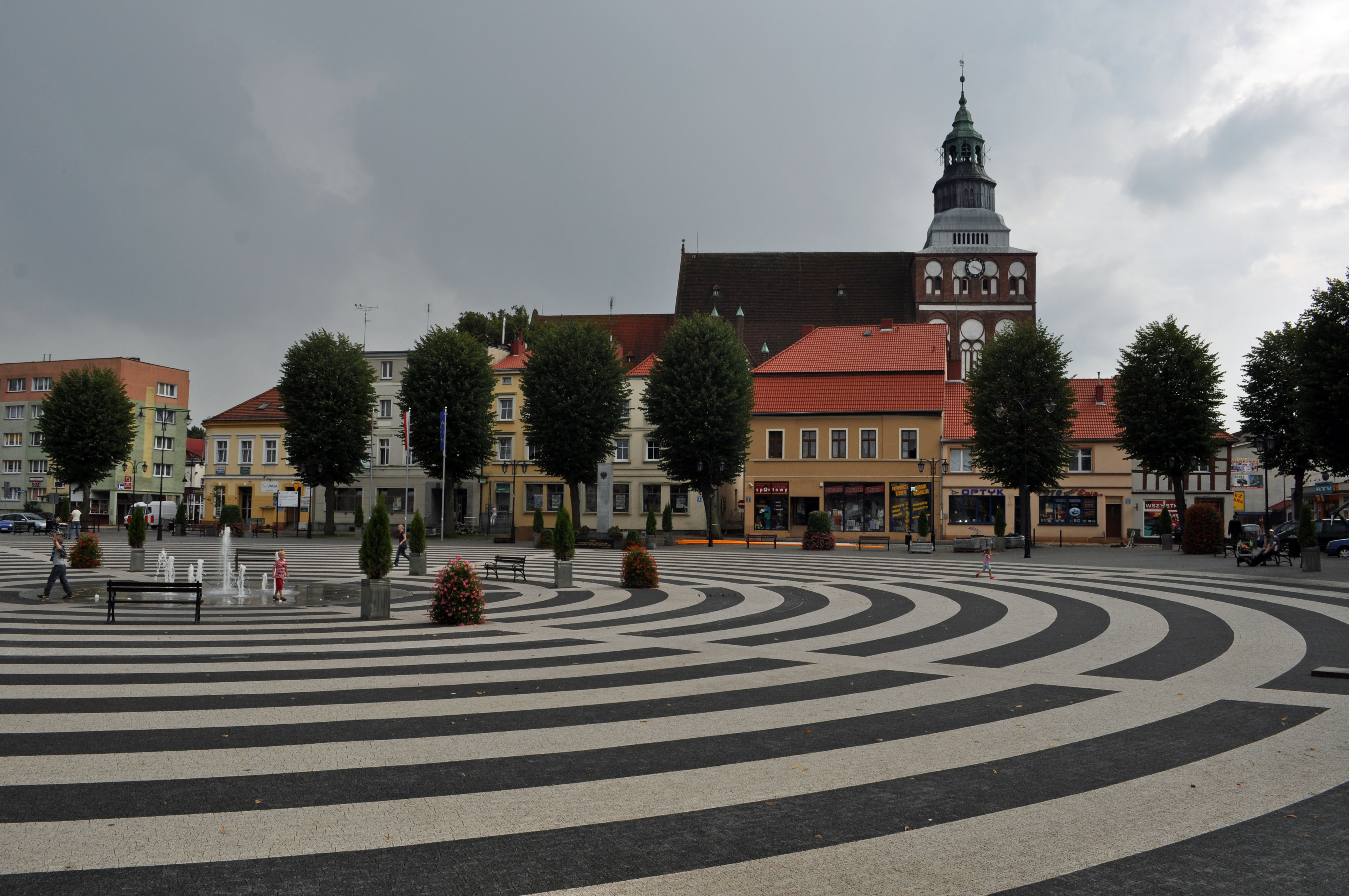
Gryfice

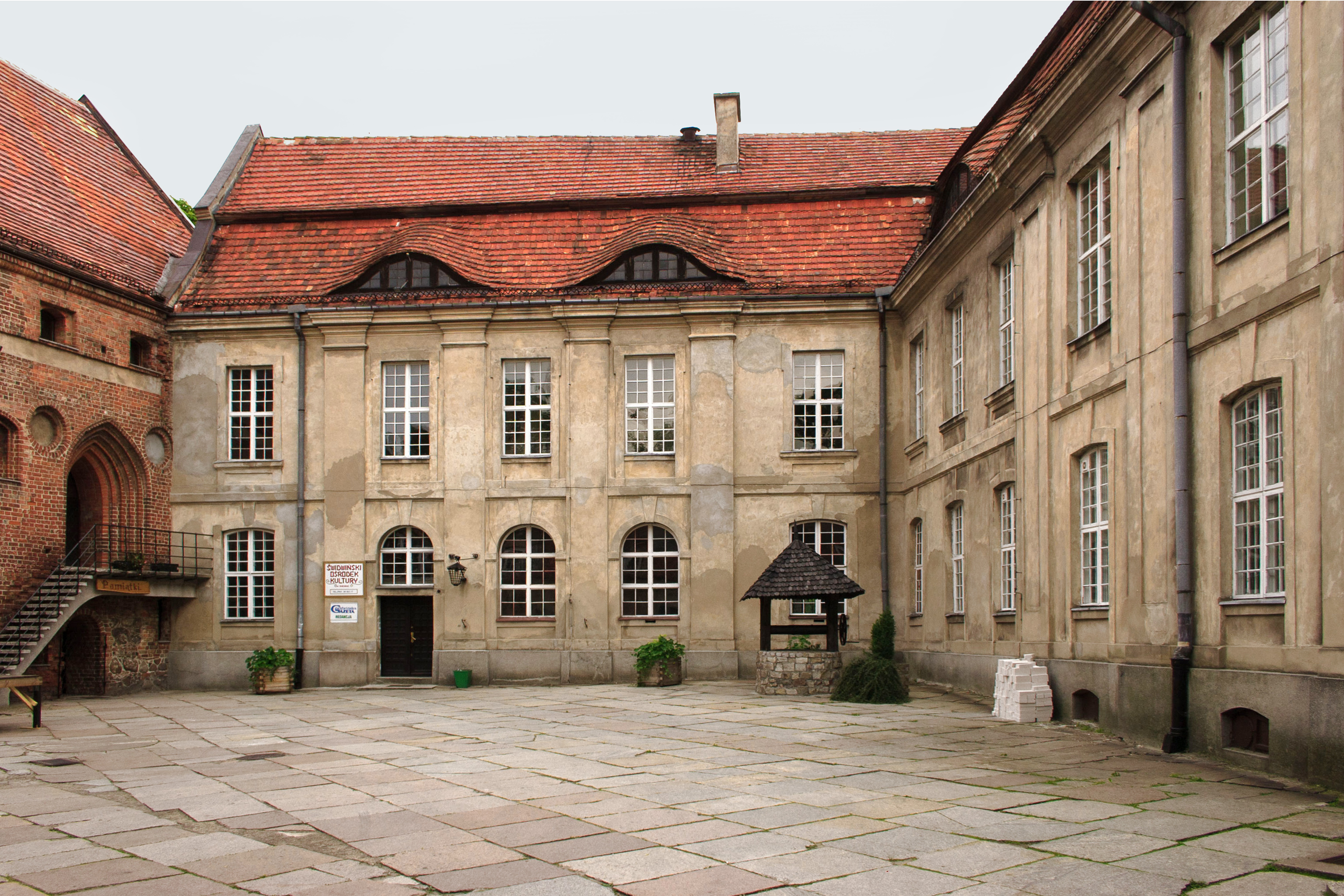
Świdwin

W tabeli przedstawiono wszystkie miasta województwa zachodniopomorskiego uszeregowane według liczby ludności. Informacje dotyczące liczby ludności podano na podstawie danych Głównego Urzędu Statystycznego według stanu na dzień 30 czerwca 2024. Nazwy miast powiatowych pogrubiono, a nazwy miast na prawach powiatu dodatkowo podkreślono. Nazwiska włodarzy miast, posługujących się tytułem prezydenta miasta pogrubiono.
| #   | Herb | Nazwa miasta      | Powiat       | Liczba ludności | Powierzchnia [km²] | Gęstość zaludnienia [os./km²] | Prawa miejskie [rok nadania] | Burmistrz/Prezydent          |
| --- | ---- | ----------------- | ------------ | --------------- | ------------------ | ----------------------------- | ---------------------------- | ---------------------------- |
| 1.  |      | Szczecin          | Szczecin     | 387 700         | 300,62             | 1290                          | 1243                         | Piotr Krzystek               |
| 2.  |      | Koszalin          | Koszalin     | 105 143         | 105,57             | 996                           | 1266                         | Tomasz Sobieraj              |
| 3.  |      | Stargard          | stargardzki  | 66 272          | 48,08              | 1378                          | 1243                         | Rafał Zając                  |
| 4.  |      | Kołobrzeg         | kołobrzeski  | 43 364          | 27,39              | 1583                          | 1255                         | Anna Mieczkowska             |
| 5.  |      | Świnoujście       | Świnoujście  | 38 728          | 202,07             | 192                           | 1765                         | Joanna Agatowska             |
| 6.  |      | Szczecinek        | szczecinecki | 37 421          | 48,48              | 772                           | 1310                         | Jerzy Hardie-Douglas         |
| 7.  |      | Police            | policki      | 30 549          | 37,30              | 819                           | 1260                         | Krystian Kowalewski          |
| 8.  |      | Wałcz             | wałecki      | 23 422          | 38,17              | 614                           | 1303                         | Maciej Żebrowski             |
| 9.  |      | Białogard         | białogardzki | 22 300          | 25,74              | 866                           | 1299                         | Emilia Bury                  |
| 10. |      | Goleniów          | goleniowski  | 21 370          | 11,78              | 1814                          | 1268                         | Krzysztof Sypień             |
| 11. |      | Gryfino           | gryfiński    | 19 646          | 11,82              | 1662                          | 1254                         | Mieczysław Sawaryn           |
| 12. |      | Nowogard          | goleniowski  | 15 564          | 12,58              | 1237                          | 1309                         | Michał Wiatr                 |
| 13. |      | Gryfice           | gryficki     | 15 293          | 12,40              | 1233                          | 1262                         | Tomasz Aniuksztys            |
| 14. |      | Świdwin           | świdwiński   | 14 470          | 22,38              | 647                           | 1296                         | Piotr Feliński               |
| 15. |      | Choszczno         | choszczeński | 13 822          | 9,58               | 1443                          | 1284                         | Artur Raczyński              |
| 16. |      | Barlinek          | myśliborski  | 12 878          | 17,55              | 734                           | 1278                         | Bernarda Lewandowska         |
| 17. |      | Dębno             | myśliborski  | 12 800          | 19,50              | 656                           | 1570                         | Wojciech Czepułkowski        |
| 18. |      | Darłowo           | sławieński   | 12 466          | 20,21              | 617                           | 1271                         | Arkadiusz Wojciech Klimowicz |
| 19. |      | Złocieniec        | drawski      | 11 984          | 32,27              | 371                           | 1333                         | Małgorzata Głodek            |
| 20. |      | Pyrzyce           | pyrzycki     | 11 766          | 38,79              | 303                           | 1263                         | Marzena Podzińska            |
| 21. |      | Sławno            | sławieński   | 11 725          | 15,83              | 741                           | 1317                         | Krzysztof Frankenstein       |
| 22. |      | Drawsko Pomorskie | drawski      | 11 194          | 22,33              | 501                           | 1297                         | Krzysztof Czerwiński         |
| 23. |      | Myślibórz         | myśliborski  | 10 328          | 15,04              | 687                           | 1270                         | Piotr Jerzy Sobolewski       |
| 24. |      | Łobez             | łobeski      | 9486            | 12,85              | 738                           | 1275                         | Piotr Ćwikła                 |
| 25. |      | Trzebiatów        | gryficki     | 9274            | 10,25              | 905                           | 1277                         | Marzena Domaradzka           |
| 26. |      | Kamień Pomorski   | kamieński    | 8213            | 10,74              | 802                           | 1274                         | Stanisław Kuryłło            |
| 27. |      | Chojna            | gryfiński    | 7311            | 13,52              | 541                           | 1255                         | Barbara Rawecka              |
| 28. |      | Połczyn-Zdrój     | świdwiński   | 7193            | 7,22               | 996                           | 1337                         | Józef Nizioł                 |
| 29. |      | Sianów            | koszaliński  | 6663            | 15,88              | 420                           | 1343                         | Maciej Berlicki              |
| 30. |      | Czaplinek         | drawski      | 6624            | 13,62              | 486                           | 1286                         | Katarzyna Szlońska-Getka     |
| 31. |      | Karlino           | białogardzki | 5463            | 9,40               | 581                           | 1385                         | Piotr Woś                    |
| 32. |      | Międzyzdroje      | kamieński    | 4842            | 5,16               | 938                           | 1947                         | Mateusz Bobek                |
| 33. |      | Borne Sulinowo    | szczecinecki | 4822            | 18,15              | 266                           | 1993                         | Dorota Chrzanowska           |
| 34. |      | Wolin             | kamieński    | 4617            | 14,47              | 319                           | 1278                         | Ewa Grzybowska               |
| 35. |      | Kalisz Pomorski   | drawski      | 4032            | 11,96              | 337                           | 1303                         | Krzysztof Kurowski           |
| 36. |      | Resko             | łobeski      | 3853            | 4,49               | 858                           | 1288                         | Arkadiusz Czerwiński         |
| 37. |      | Lipiany           | pyrzycki     | 3766            | 6,95               | 542                           | 1302                         | Bartłomiej Królikowski       |
| 38. |      | Płoty             | gryficki     | 3691            | 4,12               | 896                           | 1277                         | Szymon Klimko                |
| 39. |      | Bobolice          | koszaliński  | 3680            | 4,77               | 771                           | 1340                         | Marek Golas                  |
| 40. |      | Barwice           | szczecinecki | 3425            | 7,52               | 455                           | 1286                         | Bartłomiej Królikowski       |
| 41. |      | Mieszkowice       | gryfiński    | 3338            | 5,26               | 634                           | 1295                         | Krzysztof Tkacz              |
| 42. |      | Maszewo           | goleniowski  | 3313            | 5,54               | 598                           | 1278                         | Paweł Piesio                 |
| 43. |      | Mirosławiec       | wałecki      | 3010            | 2,41               | 1249                          | 1303                         | Piotr Pawlik                 |
| 44. |      | Chociwel          | stargardzki  | 2974            | 3,67               | 810                           | 1338                         | Stanisław Szymczak           |
| 45. |      | Polanów           | koszaliński  | 2819            | 7,37               | 382                           | 1313                         | Grzegorz Paweł Lipski        |
| 46. |      | Mielno            | koszaliński  | 2754            | 33,57              | 82                            | 2017                         | Adam Czycz                   |
| 47. |      | Gościno           | kołobrzeski  | 2741            | 5,70               | 481                           | 2011                         | Marcin Pawlak                |
| 48. |      | Recz              | choszczeński | 2640            | 12,40              | 213                           | 1296                         | Dawid Koźmiński              |
| 49. |      | Węgorzyno         | łobeski      | 2611            | 6,85               | 381                           | 1460                         | Krzysztof Gwóźdź             |
| 50. |      | Stepnica          | goleniowski  | 2510            | 3,40               | 738                           | 2014                         | Andrzej Wyganowski           |
| 51. |      | Golczewo          | kamieński    | 2501            | 7,42               | 337                           | 1990                         | Maciej Zieliński             |
| 52. |      | Pełczyce          | choszczeński | 2383            | 13,07              | 182                           | 1290                         | Anna Kochanowicz             |
| 53. |      | Tychowo           | białogardzki | 2326            | 3,93               | 592                           | 2010                         | Robert Falana                |
| 54. |      | Dziwnów           | kamieński    | 2282            | 6,52               | 350                           | 2004                         | Łukasz Dzioch                |
| 55. |      | Drawno            | choszczeński | 2150            | 5,03               | 427                           | 1333                         | Wojciech Wiśniowski          |
| 56. |      | Dobrzany          | stargardzki  | 2143            | 5,34               | 401                           | 1336                         | Paweł Filip                  |
| 57. |      | Człopa            | wałecki      | 2138            | 6,27               | 341                           | 1245                         | Bartosz Andrzej Nowicki      |
| 58. |      | Biały Bór         | szczecinecki | 2130            | 12,83              | 166                           | 1382                         | Paweł Mikołajewski           |
| 59. |      | Trzcińsko-Zdrój   | gryfiński    | 2116            | 2,33               | 908                           | 1281                         | Bartłomiej Wróbel            |
| 60. |      | Dobra             | łobeski      | 2005            | 2,37               | 846                           | 1331                         | Krzysztof Wrzesień           |
| 61. |      | Tuczno            | wałecki      | 1765            | 9,21               | 192                           | 1331                         | Krzysztof Mikołajczyk        |
| 62. |      | Ińsko             | stargardzki  | 1752            | 7,47               | 235                           | 1300                         | Ewa Szkołut                  |
| 63. |      | Moryń             | gryfiński    | 1618            | 5,54               | 292                           | 1306                         | Sławomir Jasek               |
| 64. |      | Cedynia           | gryfiński    | 1444            | 2,58               | 560                           | 1299                         | Piotr Głowniak               |
| 65. |      | Suchań            | stargardzki  | 1395            | 3,57               | 391                           | 1808                         | Stanisława Bodnar            |
| 66. |      | Nowe Warpno       | policki      | 1050            | 24,51              | 43                            | 1295                         | Jarosław Burba               |

## Miejscowości pozbawione praw miejskich
W województwie zachodniopomorskim znajduje się wiele miejscowości, które w przeszłości posiadały prawa miejskie. W tabeli poniżej przedstawiono te, które pozbawiono praw miejskich w XIX wieku lub później.
| Herb | Nazwa miejscowości | Powiat      | Liczba ludności | Prawa miejskie | Prawa miejskie | Powód odebrania praw miejskich                                                                           |
| Herb | Nazwa miejscowości | Powiat      | Liczba ludności | rok nadania    | rok odebrania  | Powód odebrania praw miejskich                                                                           |
| ---- | ------------------ | ----------- | --------------- | -------------- | -------------- | --- |
|      | Boleszkowice       | myśliborski | 1307            | 1337           | 1972           | Konieczność poprawy sytuacji ekonomiczno-gospodarczej i prawnej rolników, którzy stanowili 86% ludności. |
|      | Dąbie              | Szczecin    | 12 986          | 1260           | 1948           | Włączenie w granice administracyjne miasta Szczecina.                                                    |
|      | Podjuchy           | Szczecin    | 8508            | 1945           | 1948           | Włączenie w granice administracyjne miasta Szczecina.                                                    |
|      | Banie              | gryfiński   | 1815            | 1234           | 1945           | Zniszczenia wojenne.                                                                                     |
|      | Widuchowa          | gryfiński   | 1458            | 1347           | 1945           | Zniszczenia wojenne.                                                                                     |
|      | Grabowo            | Szczecin    | 15 798          | 1855           | 1900           | Włączenie w granice administracyjne miasta Szczecina.                                                    |